# ويب طب
ويب طب مؤسسة عربية ناشئة تعمل على نشر الأخبار والمعلومات الطبية والصحية الموثوقة على شبكة الأنترنت، موفرة بذلك مواضيع مختلفة مثل مشخص الأعراض ودليل الأمراض والأدوية بالإضافة إلى مقالات تهتم بالطب والصحة والجمال وكل ما يخص الحمل والولادة. وتشير ويب طب إلى تطلّعها إلى تسخير منصتها هذه لتكون أداة تساهم في العناية بصحة الإنسان العربي وعائلته وفق المعايير الطبية العالمية.
تم تأسيس ويب طب في عام 2011 من قبل الدكتور محمود كيال، لتبدأ عملها منذ ذاك الوقت حتى يومنا هذا، موفرة للمواطن العربي المعلومات والأدوات والتطبيقات التي تلازمه في حياته. يقود ويب طب اليوم ماجد أبو خاطر بصفته المدير التنفيذي لويب طب من مكتبها في دبي.

## الزيارات
محتوى ويب طب الموثوق والمرخص من جامعة هارفارد ومستشفى مايو كلينيك، هناك 7.8 مليون مستخدم شهري للموقع و30 مليون مشاهدة شهرية  والتفاعل عبر منصات مختلفة كالحاسوب والاجهزة الذكية. ثقة المتصفح بموقع ويب طب جعلته واحد من أفضل المواقع الطبية في العالم العربي، سواء من خلال الزيارات والتفاعل مع الصفحات الرسمية في مواقع التواصل الاجتماعي وتحميل التطبيقات الخاصة بويب طب.

## تاريخ ويب طب
تعرف ويب طب أنها الموقع الطبي الموثوق والأول في العالم العربي، وذلك من خلال تقديم المعلومات الموثوقة بصورة سهلة إلى المستخدم. بدأت ويب طب في تقديم المعلومات المتخصصة في الأمراض والأدوية والعلاجات والجراحات، لتكمل مسيرتها بالمقالات والأخبار المتعلقة بالمناحي الصحية والطبية المختلفة. تملك ويب طب الآن أقسام كبيرة مثل الطب والصحة والجمال والحمل والولادة، كما توفر منصة المنتديات التي تساعد المستخدمين في التفاعل فيما بينهم، بالإضافة إلى تطبيقاتها: تطبيق ويب طب وطب بيبي.

## الشركة
يتم تمويل ويب طب بشكل أساسي من خلال المستثمرين والإعلانات التي تعرضها للجمهور من معلنين مختلفين، حيث تعاقدت على طول السنوات السابقة مع شركات كبيرة في مجال العناية بالأطفال والصحة.
ويب طب تملك الآن واحداً من أكبر المواقع الطبية في العالم العربي، إضافة إلى تطبيقاتها التالية:
- تطبيق ويب طب: المختص بتقديم المعلومات الطبية والصحية الموثوقة لكل أفراد الأسرة
- تطبيق طب بيبي: الذي يختص في تقديم المعلومات الموثوقة للحامل والزوج، ويرافقها طوال هذه الرحلة وما بعدها.

موقع ويب طب يقدم معلومات كاملة وشاملة للمستخدم العربي عن طريق:
- تقديم المعلومات الطبية والصحية الموثوقة
- مد المستخدم بالمعلومات الهامة التي تخص جماله وصحته
- ثقيف وزيادة الوعي حول أهمية رعاية الحامل والجنين وصولاً إلى الأطفال لاحقاً
- توفير مساحة حرة من خلال المنتديات التي يتمكن المستخدم من التواصل مع الآخرين بحرية وخصوصية تامة
- مشخص الأعراض من جامعة هارفرد الأمريكية
- دليل الأمراض والأدوية الذي عمل على توفيره باقة من أفضل الأطباء والمختصين.

## الجوائز
خلال مسيرة ويب طب في توفير ورفع الوعي على أهمية الصحة، ومن خلال الثقة التي وضعها المستخدم، تمكنت الشركة من تحقيق بعض الجوائز:
- المرتبة الأولى في جائزة سمو الشيخ العلي الصباح لأفضل التطبيقات[6]
- المرتبة الثالثة في جائزة سمو الشيخ العلي الصباح لأفضل المواقع الإلكترونية[6]
- المرتبة الأولى في جائزة محمد بن راشد آل مكتوم لأكثر المنصات الاجتماعية تأثيراً[7]
- المرتبة الثالثة عشر من ضمن ترتيب فوربس لأقوى 100 شركة ناشئة عربية.[8]